# 塞托语

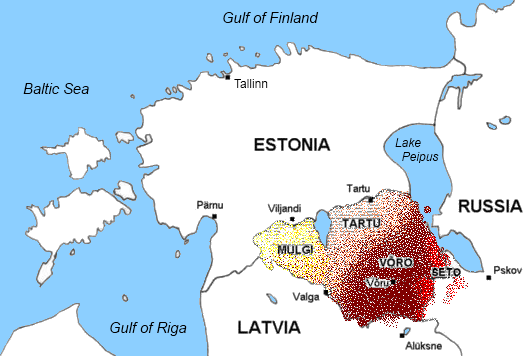
当代南爱沙尼亚语的分布范围（浅红色为塞托语区域）

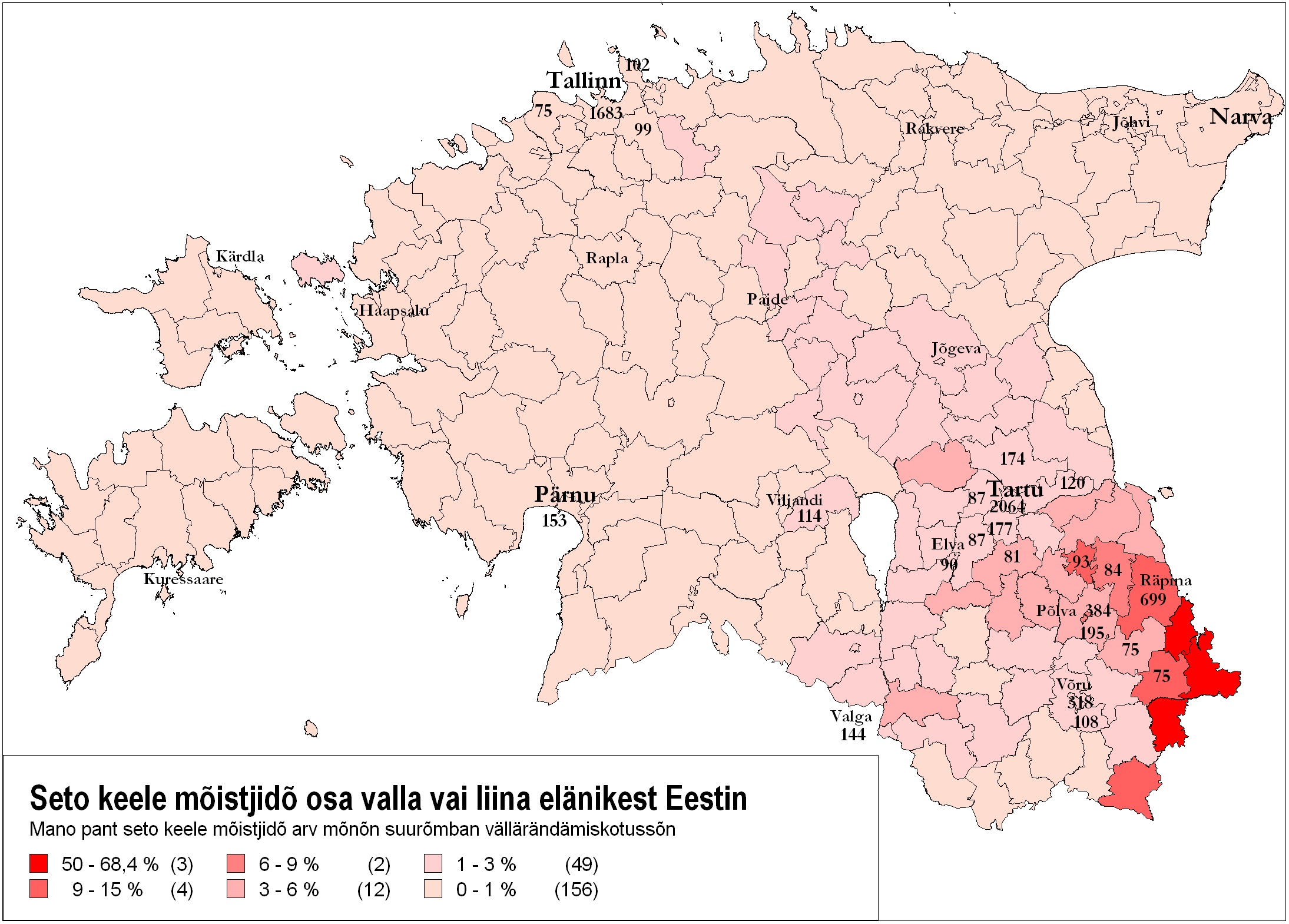
2011年爱沙尼亚人口普查中塞托人在爱沙尼亚各市镇人口数量的比率

塞托语是一门属于乌拉尔语系芬兰-乌戈尔语族芬兰语支的语言，也被认为是沃罗语的一种方言，或者这两种语言统称为“塞托-沃罗语”。塞托语通行区域现今分属爱沙尼亚和俄罗斯。母语为塞托语的人称为塞托人，几乎所有塞托人也会说爱沙尼亚语，大多数塞托人也会说俄语。塞托人大部分信仰东正教，而沃罗人信仰路德宗，并居住在沃鲁历史县份内。塞托语现在没有为大多数人接受的书面语，尽管在1990年代试图创立过书面语。由于词形变化及正写法等多方面还存在争议，所以还没有形成正规的书面语。2011年人口普查时塞托语有12,549名使用者。
当地的一些学校里教授塞托语，但塞托语不是用来教授其他科目的教学语言。塔尔图大学提供两门塞托语初级课程。

## 塞托语使用者现状
1920年爱沙尼亚共和国与苏俄签订的《塔尔图合约》中所规定的两国南部边界线基本将塞托语使用者居住区域划入爱沙尼亚境内，而1945年苏联调整被吞并的爱沙尼亚国境线，则将相当大一部分塞托语使用者划入俄罗斯苏维埃社会主义共和国境内，这条边境成为了苏联解体后的爱-俄实际控制线，也将塞托语使用者分隔在爱沙尼亚共和国沃鲁县和俄罗斯联邦普斯科夫州。
塞托语在20世纪以来一直面临使用者减少的问题，其中一个重要的因素是城市化，即乡村中的塞托语使用者向城市迁移，其中最为显著的现象是俄罗斯联邦境内的使用者向爱沙尼亚共和国境内的城市迁移：在60年内，普斯科夫州的塞托语使用者从约6000人下降至数百人。塞托语使用者下降的现象在21世纪仍在持续，重要的原因是年轻人口流失。塞托地区65岁以上人口比例显著高于爱沙尼亚其他地区，15岁以下人口比例则维持在低位。
以上因素导致了塞托语语言环境的缺失。根据2011年的统计数据，多数塞托语使用者并不居住在传统意义上的塞托地区，这意味着他们居住于爱沙尼亚标准语的语言环境内，在日常社会生活中难以使用塞托语，而仅可能将塞托语作为家庭内部语言。在塞托地区的主要城镇，梅雷迈埃和韦尔斯卡的居民有百分之七十以上使用塞托语，这两地可以被视为塞托语的语言环境。
塞托语没有单独的法律地位，但是因为被视为标准爱沙尼亚语的地区性变体（方言）而受到爱沙尼亚宪法和语言法的保护，故而可以在媒体、文化、教育和地方政府等领域和层面使用。目前塞托语的使用环境基本上是家庭内部或老年人之间，将语言传递给下一代的意愿并不十分强烈。约有四分之一的成年塞托语使用者有意愿将语言传递给下一代。

## 范例
塞托语《世界人权宣言》第一条：
对应的沃罗语翻译：
对应的爱沙尼亚语翻译：
对应的芬兰语翻译：
对应的汉语翻译：
人人生而自由，在尊严和权利上一律平等。他们赋有理性和良心，并应以兄弟关系的精神相对待。

## 延展阅读
- Eichenbaum, K.; Pajusalu, K. (2001): Setode ja võrokeste keelehoiakutest ja identiteedist. – Keel ja Kirjandus nr 7, lk. 483-489.
- Eller, K. (1999): Võro-Seto language. Võro Instituut'. Võro.